# Peucedanum veneris
Peucedanum veneris är en flockblommig växtart som beskrevs av Karl Theodor Kotschy. Peucedanum veneris ingår i släktet siljor, och familjen flockblommiga växter. Inga underarter finns listade i Catalogue of Life.